# Cacasse à cul nu
La Cacasse à cul nu (trad. culo al aire) es un plato original del departamento francés de Ardenas. Se prepara en una olla de hierro con patatas y cebollas y suele servirse con beicon o salchicha ahumada.
Originalmente, se le daba sabor al plato restregando beicon por la olla antes de cocinar, pero no se servía con carne, de ahí el término «nu» (trad. desnudo). Los términos culottée (trad. con ropa interior) o habillée (trad. vestido) suelen incluirse para indicar que el plato contiene carne.

## Historia

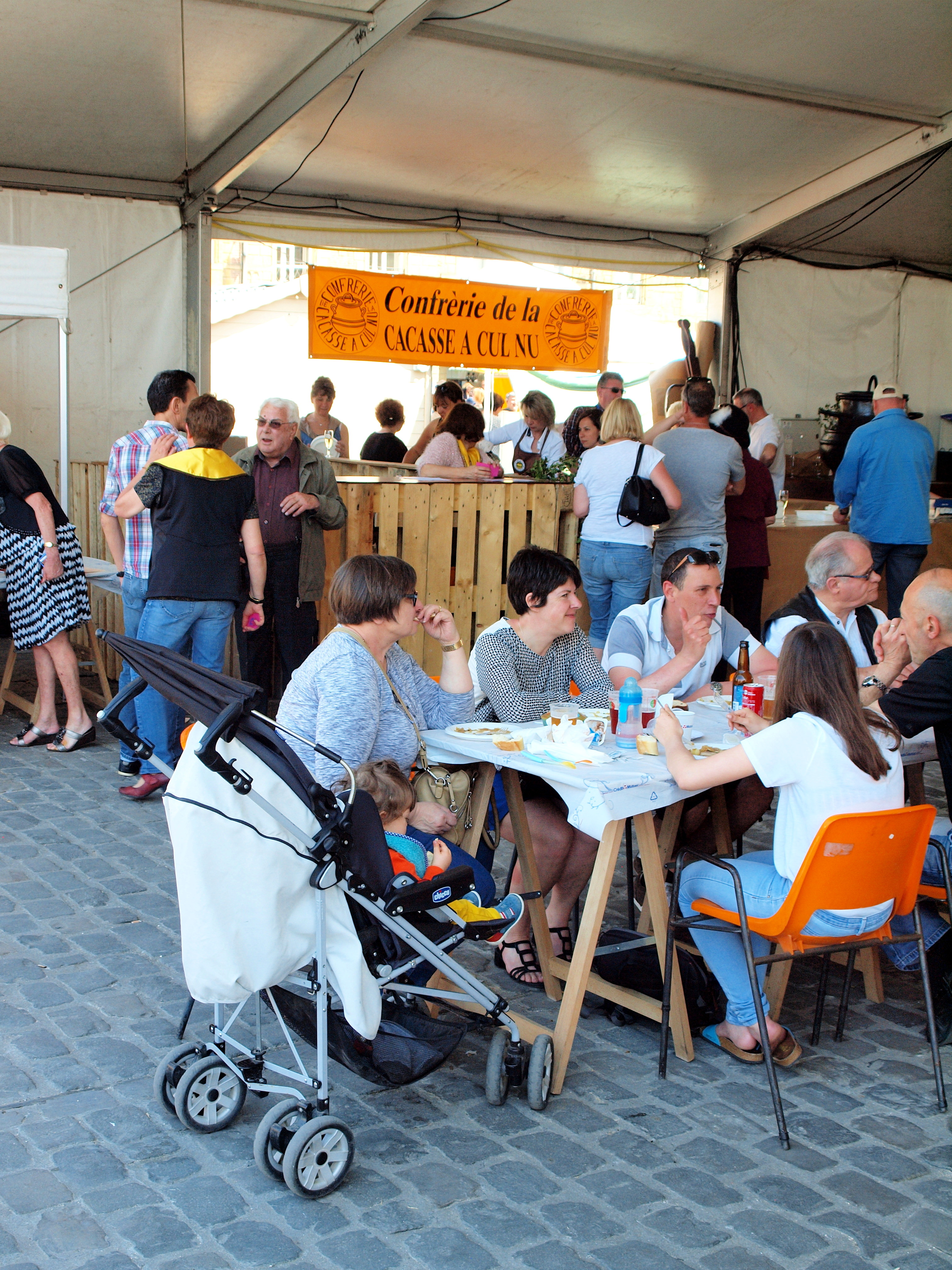
Stand de la Confrèrie de la Cacasse à cul nu, durante el 13º Festival des Confréries en Charleville-Mézières, en las Ardenas, en mayo de 2016.

No se han encontrado documentos que describan exactamente el lugar y la fecha de origen del plato, pero es probable que venga del valle del Mosa.  Este estaba vinculado a una economía autosuficiente y su población vivía de sus propios recursos agrícolas.
Este plato se menciona en la obra de Gérard Gayot, La Révolution en Ardenne, de l'Argonne au Namurois, entre 1789 y 1792. En su obra sobre el campo ardenés en los siglos XIX y XX, Jacques Lambert habla del estofado de las Ardenas, la roussade y la potée à cul nu, también llamada cacasse o frigousse: patatas cocinadas con cebolla y grasa de cerdo.
Agnès Paris habla de la cacasse de los habitantes de Bogny-sur-Meuse, reservada para los días de riqueza que vivieron bajo la ocupación alemana de Francia que ocurrió durante la Segunda Guerra Mundial. Françoise Branget también menciona el plato en su libro La Cuisine de la République.

## Descripción
El plato es un símbolo de la cocina ardenesa. Fue originalmente un fricasé de patatas y roux, cocinado en una olla de hierro fundido, que la gente más humilde consumía cuando la carne era extremadamente cara.
«À cul nu» indica la ausencia de carne, debido a que tradicionalmente solo se usaba la panceta para añadir sabor, mientras que el beicon en sí no se añadía al plato.
Desde 2001, la  Confrérie de la Cacasse à cul nu actualizó la receta añadiendo carne. Ahora el plato se suele servir con salchichas ahumadas o trazos de beicon.